# Science
Science ('Ciència') és la revista de l'Associació Americana per a l'Avenç de la Ciència (American Association for the Advancement of Science, AAAS), la major societat científica del món.
Aquesta revista va ser fundada a Nova York per John Michaels el 1880 amb suport financer de Thomas Edison i posteriorment d'Alexander Graham Bell. El seu primer número, amb data del 3 de juliol de 1880, tenia dotze pàgines d'articles sobre la possibilitat de ferrocarrils elèctrics, les últimes observacions de les Plèiades i el consell donat als professors de ciència sobre la importància d'estudiar el cervell dels animals.
El 1990 passa a ser la revista de l'Associació Americana per a l'Avenç de la Ciència. El major objectiu de la revista és la publicació de troballes d'investigació recent. Science és també coneguda per les seves science-related news, que és una publicació sobre política científica i altres assumptes sobre les ciències i la tecnologia. Cobreix un ampli rang de disciplines científiques, però té especial interès en les ciències de la vida.
S'hi han publicat articles d'Albert Einstein, d'Edwin Hubble i de Louis Leakey. És la revista general sobre ciència més venuda del món, amb un públic potencial estimat en un milió de persones. L'any 2005, per celebrar el seu 125è aniversari, va editar un número especial amb els 125 misteris no resolts de la ciència.
L'any 2007 va ser guardonada amb el Premi Príncep d'Astúries de Comunicació i Humanitats, juntament amb la revista Nature.